# Nannostomus trifasciatus
El pez lápiz (Nannostomus trifasciatus) es un caracínido de agua dulce, originario de Sudamérica, muy popular en los acuarios domésticos, debido a su carácter apacible  y a su vistoso colorido.

## Hábitat  natural
Gran parte del río Amazonas, lagos y lagunas de agua dulce de Brasil, Perú, Venezuela y Guyana.

## Morfología
Cuerpo alargado e hidrodinámico. La coloración en general es blanco amarillenta, aunque esto último puede variar considerablemente aunque se trate de ejemplares de la misma especie. Posee tres líneas o bandas oscuras que recorren todo el largo de su cuerpo, de ahí su nombre. La primera va desde la parte superior del ojo hasta la base de la aleta caudal. La segunda más gruesa y oscura, desde el morro hasta la parte inferior de la aleta caudal. La tercera, más corta y de color tenue, desde la aleta pectoral hasta la anal. Posee cinco manchas rojas características. En el morro, sobre los ojos, en los flancos, en la aleta dorsal y la aleta anal. Los adultos alcanzan un tamaño aproximado de 6 cm.

## Alimentación
En la naturaleza se alimentan casi exclusivamente de insectos que capturan de la superficie del agua, ya que no comen del fondo, por lo que es muy conveniente darles alimento vivo y variado como artemia salina, daphnias, larvas de mosquito y tubifex. También aceptará perfectamente alimento liofilizado y en escamas de los que se venden en comercios del ramo.

## Sociabilidad
En el acuario es de comportamiento pacífico y un tanto tímido al principio, aunque con el tiempo puede llegar a tornarse algo molesto con los demás habitantes, no por agresividad, sino por ser un pez muy curioso. Conviene mantenerlo en grupos de al menos 8 individuos. A menudo los machos tienen pequeñas disputas por el territorio, aunque estas escaramuzas nunca llegan a mayores. Como se dijo anteriormente, en estado salvaje, se alimenta de la superficie. Esto hace que sea un pez muy saltarín, por lo que es conveniente que el acuario esté debidamente tapado.

## Acuario apropiado
Bastará con que supere los 70 L aproximadamente. Es un tanto exigente con las condiciones del agua. Esta deberá ser blanda, entre 3dGH y 4dGH., pH  levemente ácido a neutro, de 6º a 7º y la temperatura podrá variar entre los 25 y 28 °C.

## Reproducción
Un tanto difícil para el principiante, sobre todo por las condiciones del agua y del ambiente en general, ya que para reproducirse tiene requerimientos muy específicos. El pH no tendrá una variación mayor de 0,5º. Lo ideal será entre 5,5º y 6º. El agua deberá ser muy blanda, 2dGH. La hembra deposita los huevos generalmente sobre la hoja de alguna planta de superficie, los cuales quedan pegados ya que son  adhesivos. Una vez completado el proceso de fertilización, es deber retirar de inmediato a los progenitores, ya que de lo contrario, devorarán los huevos rápidamente. Los alevines nacerán en número indeterminado, en general entre 30 y 70, y entre las 24 y 72 horas, dependiendo esto último de la temperatura.

## Expectativa de vida
Alrededor de 3 años, aunque depende de si el individuo esté en el medio natural o en cautividad, por lo general en cautividad son más longevos.[cita requerida]